# Helmuth Groscurth

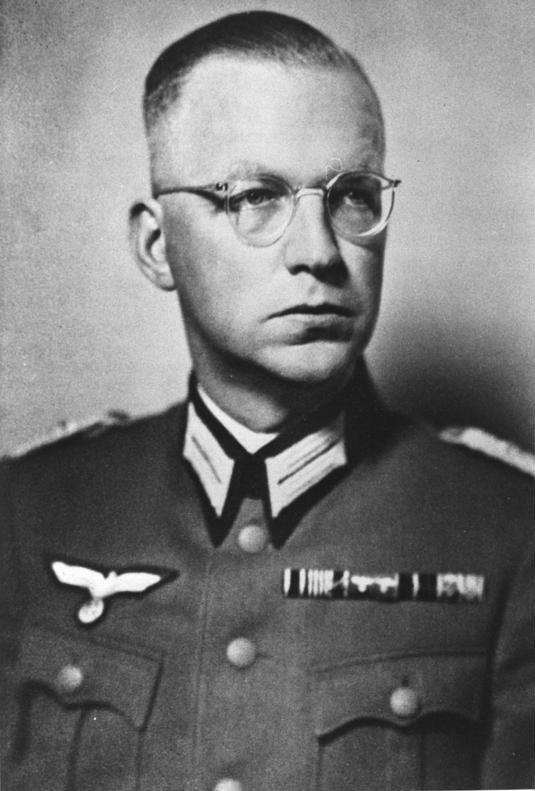
Helmuth Groscurth 1941 als Oberstleutnant

Helmuth Groscurth (* 16. Dezember 1898 in Lüdenscheid; † 7. April 1943 in sowjetischer Gefangenschaft) war ein Offizier der Wehrmacht, unter anderem im Amt Ausland/Abwehr und aktiver Widerstandskämpfer gegen den Nationalsozialismus.

## Biografie
Helmuth Groscurth war ein Sohn von Reinhard Groscurth (1866–1949), der seit 1902 Pastor primus an der Kirche Unserer lieben Frauen in Bremen war. Groscurth wuchs in Bremen auf.
Groscurth meldete sich 1916 als Kriegsfreiwilliger. Als Fahnenjunker im Infanterie-Regiment 75 nahm er ab 1916 am Ersten Weltkrieg teil. 1917 geriet er schwer verwundet in britische Gefangenschaft; dort wurde er zum Leutnant befördert. Nach dem Krieg nach Deutschland zurückgekehrt, wurde er in das Schützen-Regiment 18 der Reichswehr übernommen.
1920 verließ er die Reichswehr, studierte Landwirtschaft und war als Landwirt in Grumsdorf in Pommern und Rethwischhof bei Bad Oldesloe tätig.
1924 trat er erneut in die Reichswehr ein und wurde Hauptmann im Infanterie-Regiment 6. Ab 1929 war er dort Adjutant von Erwin von Witzleben. Von 1933 bis 1935 nahm er am Generalstabslehrgang an der Kriegsakademie in Berlin teil. Von 1935 bis 1938 war er im Amt Ausland/Abwehr beim Oberkommando der Wehrmacht eingesetzt, ab August 1937 als Major. 1939 war er kurzzeitig Kompaniechef im Infanterie-Regiment 49 (Breslau). Im gleichen Jahr wurde er als Chef der Abteilung z. b. V. im Oberkommando des Heeres zum Verbindungsoffizier zwischen der Abwehr und der Führung des Heeres. 1939/40 war er Chef der Abteilung Heerwesen im Allgemeinen Heeresamt. Zum Oberstleutnant i. G. beförderte man ihn am 1. Oktober 1939. Im Frühjahr 1940 nahm er als Kommandeur eines Infanterie-Bataillons am Westfeldzug teil. 1940 und bis November 1941 war er Erster Generalstabsoffizier der 295. Infanterie-Division.
Im Juli 1941 unterband er die Fortsetzung eines Pogroms in Solotschiw, wo Ukrainer und Soldaten der 5. SS-Panzer-Division „Wiking“ 900 „Juden und Russen einschließlich Frauen und Kinder“ ermordeten. Im August 1941 berichtete er dem Chef des Generalstabes der Heeresgruppe Süd, General von Sodenstern, über die Vorgänge in Bjelaja Zerkow. Dabei gelang es Groscurth zunächst, die Ermordung von 90 Waisenkindern durch die Einsatzgruppe C aufzuhalten, indem er bei Generalfeldmarschall Walter von Reichenau unter Umgehung des Dienstweges Protest gegen die geplante Form der Ermordung einlegte. Obwohl er damit seinen Vorgesetzten ein Eingreifen ermöglichte, erklärte sich die Heeresgruppe Süd für nicht zuständig, während Reichenau die Ermordung gar billigte. Bei der Besprechung am 21. August 1941 in der Feldkommandantur in Bjelaja Zerkow stand Groscurth einer geschlossenen Ablehnung von Wehrmachts- und SS-Offizieren gegenüber, die wie Feldkommandant Riedl „die Ausrottung der jüdischen Frauen und Kinder für dringend erforderlich“ hielten. Der SS-Standartenführer und Führer des SS-Sonderkommandos 4a Paul Blobel drohte gar: „Kommandeure, die die Maßnahmen aufhielten, [sollten] selbst das Kommando dieser [Exekutions-]Truppe übernehmen“. Groscurth wurde daraufhin gemaßregelt.
Seine Argumentation gegenüber seinen Vorgesetzten gegen geplante Massenmorde war für Wehrmachtsoffiziere einzigartig. Er argumentierte: „In vorliegendem Falle sind aber Maßnahmen gegen Frauen und Kinder ergriffen, die sich in nichts unterscheiden von Greueln des Gegners, die fortlaufend der Truppe bekannt gegeben werden.“ Zur Tarnung seines Vorgehens in dieser Sache setzte er die Erschießungen durch SS-Einsatzkommandos gleich mit Massenerschießungen der sowjetischen Geheimpolizei NKWD in Lemberg. Denn die erfolgte Maßregelung in ähnlichen vorangegangenen Situationen ließen ihn etwas vorsichtiger agieren. Dennoch war Groscurths Eingreifen im Juli und August 1941 der einzige dokumentierte Fall, in dem ein höherer Wehrmachtsoffizier Massenmorde an der Ostfront aufzuhalten suchte.
Ab dem 18. Februar 1942 war er Chef des Generalstabs des XI. Armeekorps der 6. Armee. Am 1. März 1942 erfolgte die Beförderung zum Oberst. Am 20. November 1942, während der Schlacht von Stalingrad, zeichnete man ihn mit dem Deutschen Kreuz in Gold aus. Am 2. Februar 1943 kam Groscurth in sowjetische Kriegsgefangenschaft. Laut der Karteikarte der sowjetischen Gefangenenverwaltung starb er am 7. April 1943 im Durchgangslager Frolowo an Flecktyphus.
Nach dem Krieg wurden mit seinem Tagebuch Einzelheiten der Septemberverschwörung bekannt. Mit Hasso von Etzdorf und Erich Kordt verfasste Groscurth im Oktober 1939 die geheime Denkschrift „Das drohende Unheil“, eine Aufforderung an die militärische Führung, „Hitler ‚rechtzeitig‘ zu stürzen, da die üblichen ‚Argumente, Proteste oder Rücktrittserklärungen der militärischen Führung allein […] erfahrungsgemäß weder ein Einlenken noch Nachgeben [Hitlers, G.U.] bewirken‘ würden […]“.

## Anmerkung
1. ↑  das Kürzel „G.U.“ steht für den Verfasser Gerd R. Ueberschär